# Fabio Venturini
Fabio Venturini (Italia, 18 de abril de 1977) es un nadador italiano retirado especializado en pruebas de larga distancia en aguas abiertas, donde consiguió ser medallista de bronce mundial en 2001 en los 10 km en aguas abiertas.

## Carrera deportiva
En el Campeonato Mundial de Natación de 2001 celebrado en Fukuoka (Japón), ganó la medalla de bronce en los 10 km en aguas abiertas, con un tiempo de 2:01:11 segundos, tras los nadadores rusos Yevgueni Bezruchenko (oro con 2:01:04 segundos) y Vladímir Diatchin (plata con 2:01:06 segundos).